# Naomichi Ozaki
Naomichi „Joe“ Ozaki (jap. 尾崎 直道, Ozaki Naomichi; * 18. Mai 1956 in der Präfektur Tokushima) ist ein japanischer Profigolfer der Japan Golf Tour. Er ist, vor allem in den USA, besser bekannt als Joe Ozaki und ist der jüngere Bruder des noch erfolgreicheren Masashi „Jumbo“ Ozaki.  
Er wurde 1977 Berufsgolfer und gewann zwischen 1984 und 2005 mehr als 30 Turniere auf der Japan Golf Tour. Joe Ozaki gewann die Geldrangliste der japanischen Turnierserie zweimal, 1991 und 1999. Sein bisheriges Karriere-Preisgeld in Japan beläuft sich auf über 10 Mio. €. 
Nach Isao Aoki und Jumbo Ozaki gehörte Joe zu den Wegbereitern der japanischen Berufsgolfer im internationalen Turniergeschehen und war besonders in den 1980er und frühen 1990er Jahren ein gern gesehener Gast bei Majors und anderen bedeutenden Turnieren.
Im Jahre 2005 wurde er Dritter der Qualifikation für die nordamerikanische Senioren-Turnierserie Champions Tour und ist nach Vollendung seines 50. Lebensjahres dort spielberechtigt.